# Sos del Rey Católico
Der Ort Sos del Rey Católico (bis 1925 Sos) liegt im Nordwesten der Provinz Saragossa in der Autonomen Gemeinschaft Aragonien in Spanien in der Comarca Cinco Villas (Fünf Kleinstädte) und ist einer der fünf namensgebenden Orte der Comarca. 2024 hatte die Gemeinde 585 Einwohner. Zu Sos gehören die Ortschaften Barués, Campo Real, Mamillas und Sofuentes.

## Geschichte
Der Ort dürfte schon in der Römerzeit besiedelt gewesen sein. Er stand kurze Zeit unter maurischer Herrschaft, wurde aber 1044 von Ramiro I. dem Königreich Aragonien angeschlossen. 1452 wurde hier der Infant Ferdinand, der spätere König Ferdinand der Katholische geboren. Dies führte zum 1925 ergänzten Beinamen des Ortes. 1711 wurde Sos zum Hauptort der Comarca Cinco Villas. 1968 erfolgte die Unterstellung des Ortskerns unter den Denkmalschutz als Conjunto histórico-artístico. Der Ort war 1985 Schauplatz des Films La vaquilla des valencianischen Regisseurs Luís García Berlanga.

## Sehenswürdigkeiten
- Kirche San Esteban mit einer Krypta
- Die 1035–1064[5] errichtete Burg, mit dessen Umfassungsmauern und Bergfried.
- Stadtmauer mit mehreren Toren
- Historisches Marktplatzensemble an der Plaza de la Villa mit Casa Consistorial (Rathaus) und dem Colegio Isidoro Gil de Jaz (Schule)